# Set in Stone
Set in Stone là album solo thứ hai của nam ca sĩ cựu thành viên Westlife, Brian McFadden. Album đã được phát hành ở Úc và New Zealand ngày 19 tháng 4 năm 2008, còn ở Vương quốc Anh và châu Âu là vào mùa hè.

## Đĩa đơn
Đĩa đơn đầu tiên đã phát hành ở Úc và New Zealand là một phiên bản mới của "Like Only a Woman Can". Đĩa đơn thứ hai đã phát hành là "Twisted", theo Herald-Sun. "Twisted" đã được phát hành ở cả dạng đĩa và đĩa đơn số ngày 19 tháng 7. Đĩa đơn đầu tiên ở Anh và châu Âu là "Everything But You", tuy nhiên, nó không lọt vào các bảng xếp hạng ở Anh và Ireland. Ca khúc này cũng là đĩa đơn thứ ba ở Úc, đạt #99 trên ARIA Singles Chart riêng về số lượng download.
Set in Stone đã đạt #5 trên ARIA Albums Chart.

## Danh sách track
1. "Twisted" – 3:53
2. "Like Only a Woman Can" – 3:52
3. "Get Away" – 3:24
4. "Room to Breathe" – 5:33
5. "Jones" – 2:58
6. "Alice in Wonderland" – 4:06
7. "Everything But You" – 4:03
8. "Forgive Me Twice" – 4:26
9. "Zoomer" – 3:34
10. "Set in Stone" – 4:49

## Thời gian phát hành
| Quốc gia    | Ngày                |
| ----------- | ------------------- |
| Úc          | 19 tháng 4 năm 2008 |
| Philippines | 19 tháng 3 năm 2009 |